# Brahim Taleb
Brahim Taleb (in arabo ابراهيم طالب‎?; Rabat, 16 febbraio 1985) è un siepista marocchino.

## Progressione

### 3000 metri siepi
| Stagione | Risultato | Luogo          | Data      | Rank. Mond. |
| -------- | --------- | -------------- | --------- | ----------- |
| 2014     | 8'15"48   | Oslo           | 11-6-2014 | 14º         |
| 2013     | 8'30"05   | Casablanca     | 7-7-2013  | 71º         |
| 2012     | 8'10"20   | Rabat          | 27-5-2012 | 10º         |
| 2011     | -         | -              | -         | -           |
| 2010     | 8'17"71   | Heusden-Zolder | 10-7-2010 | 19º         |
| 2009     | -         | -              | -         | -           |
| 2008     | 8'14"32   | Atene          | 13-7-2008 | 15º         |
| 2007     | 8'07"02   | Heusden-Zolder | 28-7-2007 | 6º          |
| 2006     | 8'14"75   | Heusden-Zolder | 22-7-2006 | 16º         |
| 2005     | 8'27"17   | Pézenas        | 28-5-2005 | 58º         |
| 2004     | 8'37"99   | Tessenderlo    | 28-8-2004 | 145º        |

## Palmarès
| Anno | Manifestazione      | Sede        | Evento        | Risultato | Prestazione | Note |
| ---- | ------------------- | ----------- | ------------- | --------- | ----------- | ---- |
| 2001 | Mondiali allievi    | Debrecen    | 2000 m siepi  | 5º        | 5'45"69     |      |
| 2002 | Mondiali di corss   | Dublino     | Gara Juniores | 28º       | 25'12"      |      |
| 2007 | Mondiali            | Osaka       | 3000 m siepi  | Finale    | dq          |      |
| 2008 | Campionati africani | Addis Abeba | 3000 m siepi  | dnf       | dnf         |      |
| 2008 | Giochi olimpici     | Pechino     | 3000 m siepi  | Batteria  | 8'23"09     |      |
| 2012 | Giochi olimpici     | Londra      | 3000 m siepi  | 11º       | 8'32"40     |      |
| 2015 | Mondiali            | Pechino     | 3000 m siepi  | 7º        | 8'17"73     |      |

## Altre competizioni internazionali
2004
- 12º alla Dieci Miglia del Garda ( Gargnano) - 51'36"

2007
- 17º alla BOclassic ( Bolzano) - 31'11"
- 6º al Giro Podistico ( Rovereto) - 28'54"

2008
- 13º al Giro al Sas ( Trento) - 30'19"
- 7º al Giro Podistico ( Rovereto) - 28'54"

2012
- 22º al Giro al Sas ( Trento) - 30'55"

2014
- 15º al Giro al Sas ( Trento) - 31'02"